# گوربلاغ (دغوبایزید)
گوربلاغ (به ترکی استانبولی: Gürbulak) یک منطقهٔ مسکونی در ترکیه است که در دغوبایزید واقع شده‌است. گوربلاغ ۲٬۰۰۰ نفر جمعیت دارد.